# SDR42E1
SDR42E1 (англ. Short chain dehydrogenase/reductase family 42E, member 1) – білок, який кодується однойменним геном, розташованим у людей на 16-й хромосомі. Довжина поліпептидного ланцюга білка становить 393 амінокислот, а молекулярна маса — 44 284.
| 10         |  | 20         |  | 30         |  | 40         |  | 50         |
| ---------- |  | ---------- |  | ---------- |  | ---------- |  | ---------- |
| MDPKRSQKES |  | VLITGGSGYF |  | GFRLGCALNQ |  | NGVHVILFDI |  | SSPAQTIPEG |
| IKFIQGDIRH |  | LSDVEKAFQD |  | ADVTCVFHIA |  | SYGMSGREQL |  | NRNLIKEVNV |
| RGTDNILQVC |  | QRRRVPRLVY |  | TSTFNVIFGG |  | QVIRNGDESL |  | PYLPLHLHPD |
| HYSRTKSIAE |  | QKVLEANATP |  | LDRGDGVLRT |  | CALRPAGIYG |  | PGEQRHLPRI |
| VSYIEKGLFK |  | FVYGDPRSLV |  | EFVHVDNLVQ |  | AHILASEALR |  | ADKGHIASGQ |
| PYFISDGRPV |  | NNFEFFRPLV |  | EGLGYTFPST |  | RLPLTLVYCF |  | AFLTEMVHFI |
| LGRLYNFQPF |  | LTRTEVYKTG |  | VTHYFSLEKA |  | KKELGYKAQP |  | FDLQEAVEWF |
| KAHGHGRSSG |  | SRDSECFVWD |  | GLLVFLLIIA |  | VLMWLPSSVI |  | LSL        |

A: Аланін

C: Цистеїн

D: Аспарагінова кислота

E: Глутамінова кислота

F: Фенілаланін

G: Гліцин

H: Гістидин

I: Ізолейцин

K: Лізин

L: Лейцин

M: Метіонін

N: Аспарагін

P: Пролін

Q: Глутамін

R: Аргінін

S: Серин

T: Треонін

V: Валін

W: Триптофан

Кодований геном білок за функцією належить до оксидоредуктаз. 
Білок має сайт для зв'язування з НАД. 
Локалізований у мембрані.